# Gerechtelijk arrondissement Brussel

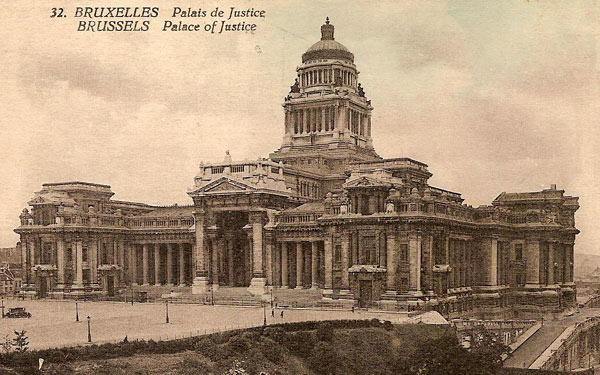
Het Justitiepaleis van Brussel, de zetel van het gerechtelijk arrondissement Brussel.

Het gerechtelijk arrondissement Brussel (Frans: arrondissement judiciaire de Bruxelles) is een van de drie arrondissementen in het gerechtelijk gebied Brussel. Het valt samen met de grenzen van de arrondissementen Brussel-Hoofdstad en Halle-Vilvoorde. Het gerechtelijk arrondissement Brussel telt twee afdelingen (Brussel en Halle-Vilvoorde), 26 gerechtelijke kantons en 54 gemeenten. De gerechtelijke kantons zijn Anderlecht 1 & 2, Asse, Brussel 1-4, Elsene, Etterbeek, Ganshoren, Halle, Jette, Lennik, Meise, Oudergem, Schaarbeek 1 & 2, Sint-Genesius-Rode, Sint-Gillis, Sint-Jans-Molenbeek, Sint-Joost-ten-Node, Sint-Pieters-Woluwe, Ukkel, Vilvoorde, Vorst en Zaventem.
Bij wet van 19 juli 2012 (zie lager) werd het gerechtelijk arrondissement Brussel opgedeeld in twee parketten, namelijk het parket van Brussel en het parket van Halle-Vilvoorde. Het parket van Halle-Vilvoorde is Nederlandstalig en blijft verbonden aan de Nederlandstalige rechtbanken te Brussel. Het parket van Brussel is en blijft tweetalig.
Het arrondissement is zetel van een van de 12 rechtbanken van eerste aanleg van België.

## Geschiedenis

### Hervorming
Door het Vlinderakkoord van 2011 is dit arrondissement hervormd in 2012. Het parket wordt gesplitst in een tweetalig parket voor Brussel-Hoofdstad en een Nederlandstalig parket voor Halle-Vilvoorde, gevestigd in Asse. Terwijl de rechtbanken in het gerechtelijke arrondissement Brussel-Halle-Vilvoorde gevestigd blijven in Brussel werden deze "ontdubbeld" en gesplitst in Franstalige en Nederlandstalige rechtbanken. De ontdubbeling geldt voor de rechtbank van eerste aanleg, de ondernemingsrechtbank, arbeidsrechtbank en voor de politierechtbank. De vredegerechten, waarvan elk kanton er een heeft, en ook de hoven van beroep zijn niet ontdubbeld en blijven daarom tweetalig in Brussel en eentalig in Halle-Vilvoorde.
Wat het Brusselse parket betreft had men in eerste instantie gekozen voor een verdeling van 80 % Franstalige en 20% Nederlandstalige magistraten. Daarnaast was overeengekomen dat de procureur altijd een Franstalige zou zijn. Daaraan was de afspraak gekoppeld dat er een werklastmeting diende te komen om de juiste verhouding tussen Franstalige en Nederlandse magistraten vast te stellen. Deze werklastmeting werd door KPMG uitgevoerd en hieruit is een verhouding naar voren gekomen van 29% Nederlandstalige en 71% Franstalige magistraten en van 30,7% Nederlandstalige en 69,3% Franstalige griffiers, secretarissen en anderen. Naar aanleiding hiervan is de verdeling tussen de Nederlands- en Franstalige magistraten, griffiers en secretaressen en anderen door de regering aangepast ten voordele van de Nederlandstaligen. De hervorming van het gerechtelijk arrondissement BHV is ingegaan op 1 april 2014.
Er kwam veel kritiek op deze hervorming, onder meer omdat de verdeling 20% Nederlandstalige magistraten en 80% Franstalige magistraten niet zou overeenkomen met de werklast in realiteit en dat de procureur in het arrondissement Brussel-Hoofdstad altijd een Franstalige moet zijn. N-VA, Vlaams Belang, de Orde van Vlaamse Balies en 68 magistraten hadden de vernietiging van de wet gevraagd bij het Grondwettelijk Hof.
In 2014 heeft het Grondwettelijk Hof in deze zaak uitspraak gedaan en geoordeeld dat het inderdaad niet in overeenstemming is met de Grondwet dat de procureur in het arrondissement Brussel-Hoofdstad altijd een Franstalige moet zijn. In januari 2024 heeft de federale regering een compromis goedgekeurd over de aanstelling van een volwaardige Brusselse procureur des Konings. Die kan in de toekomst ook Nederlandstalig zijn. Het voorontwerp van wet hierover zal nu voor advies aan de Raad van State worden voorgelegd. Daarna moet het voorontwerp van wet voor een tweede lezing naar de regering en vervolgens nog worden goedgekeurd door de Kamer.